# Gemeinschaftskrankenhaus Bonn
Das Gemeinschaftskrankenhaus Bonn St. Elisabeth/St. Petrus/St. Johannes ist ein freigemeinnütziges Krankenhaus der Regelversorgung in Bonn, das 1996 zunächst aus der Fusion des St.-Elisabeth-Krankenhauses mit dem Brüderkrankenhaus St. Petrus hervorging. Als dritter Partner stieß 2002 das St.-Johannes-Hospital hinzu.
Das Krankenhaus ist mit sämtlichen für die Regelversorgung notwendigen medizinischen Fachabteilungen ausgestattet und verfügt über 479 Betten. Jährlich werden circa 18.000 stationäre sowie 36.000 ambulante Behandlungen durchgeführt. Das Krankenhaus ist das einzige Bonner Innenstadtkrankenhaus. Insgesamt beschäftigt das Krankenhaus knapp 1000 Mitarbeiter, von denen rund 150 als Ärzte und ca. 450 im pflegerischen oder therapeutischen Bereich tätig sind.

## Haus St. Elisabeth

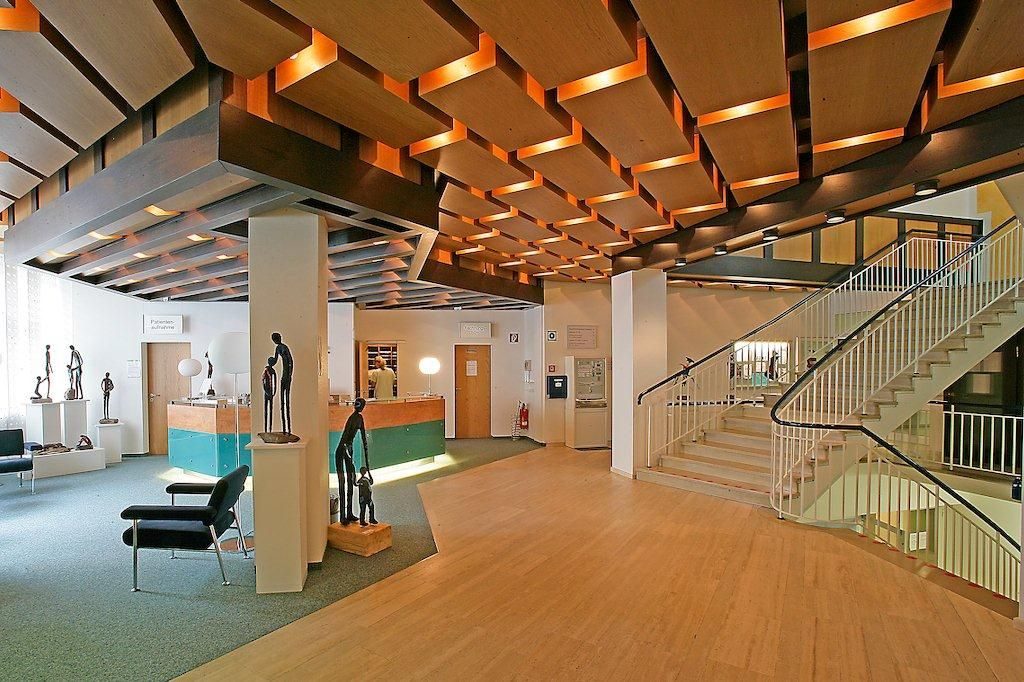
Innenansicht des St.-Elisabeth-Krankenhauses in Bonn

Das 1907 gegründete Krankenhaus umfasst die Abteilungen Anästhesie und Intensivmedizin, Allgemein- und Viszeralchirurgie, Geriatrie, Gynäkologie und Geburtshilfe, Innere Medizin und Radiologie. Es liegt in der Bonner Südstadt.

## Haus St. Petrus

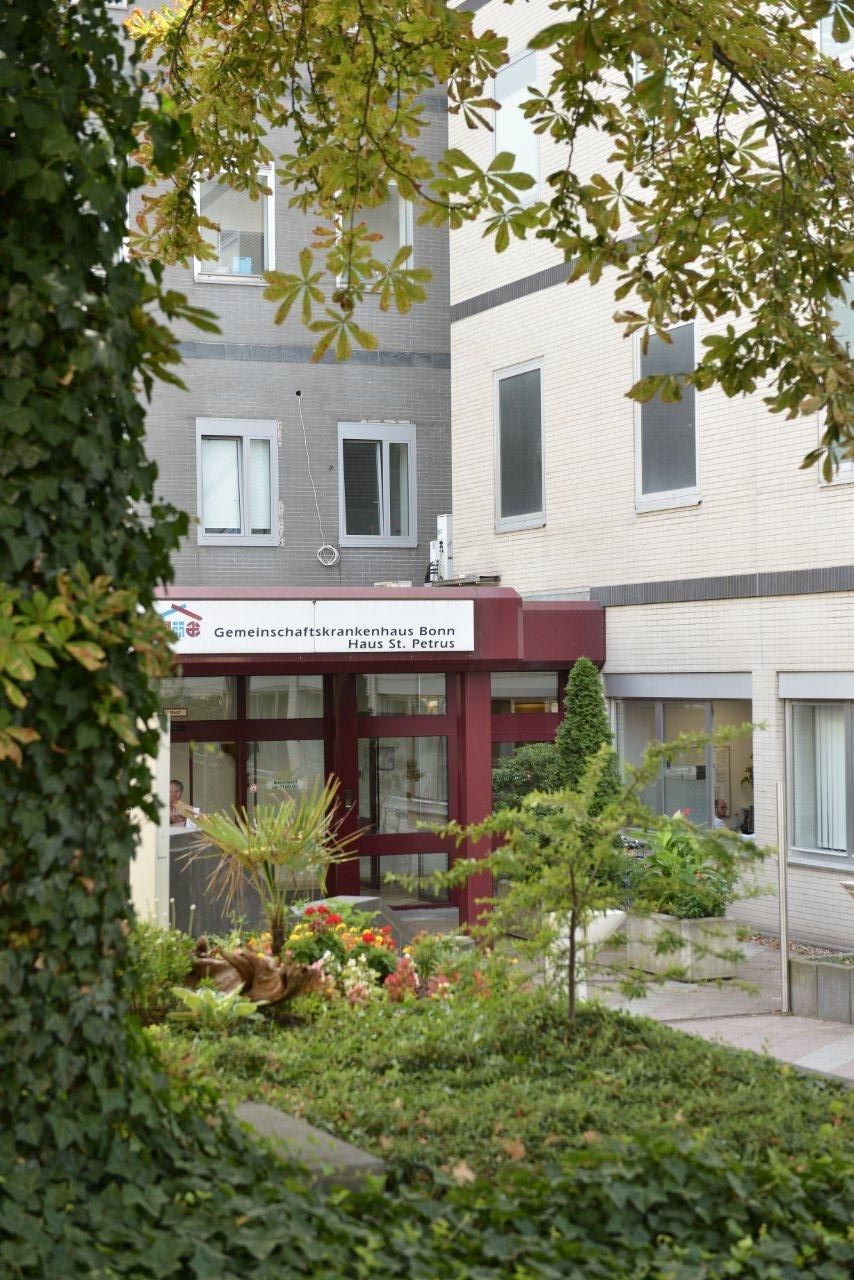
Außenansicht des St.-Petrus-Hospitals in Bonn

Seit 1887 gibt es das Haus St. Petrus in der Bonner Innenstadt. Hier befinden sich die Abteilungen Anästhesie und Intensivmedizin, Gefäßchirurgie, Kardiologie, Radiologie sowie das Zentrum für Orthopädie, Unfallchirurgie und Sportmedizin.
In beiden Häusern gibt es Physiotherapieabteilungen, eine Kapelle sowie eine Cafeteria für Patienten, Besucher und Mitarbeitende.
Etwa 10 Jahre nach Fertigstellung des ehemaligen Petruskrankenhauses wurden Überlegungen für den Neubau einer Krankenhauskapelle angestellt, weil die Lage der bisherigen Kapelle als unpassend empfunden wurde. Der Bonner Architekt Max Cronenberg (1857–1924) entwarf im Sommer 1897 die Pläne für einen Kapellenneubau sowie die Kostenvoranschläge. Die Ausführung der Bauarbeiten wurde dem in Lüftelberg geborenen Architekten, Baumeister und Bauunternehmer Anton Becker (1853–1899) übertragen, der im Frühjahr 1898 mit den Arbeiten begann, nachdem die für den Bau notwendige Erlaubnis der kirchlichen und staatlichen Stellen eingeholt worden war. Fertiggestellt wurde die Kapelle bereits im darauffolgenden Jahr. Die Benediktion durch Dechant Neu erfolgte am 28. August 1899. Becker erlebte die Benediktion nicht mehr – er verstarb 18 Tage zuvor. Dechant Neu weihte die Kapelle der hl. Familie Jesus, Maria und Joseph.
Hinsichtlich der Innenausstattung der Kapelle konnte man auf zahlreiche Spenden von Privatpersonen zurückgreifen, der Hochaltar wurde aus der ehemaligen Kapelle übernommen, die Seitenaltäre und die Orgel (zwei Manuale, zehn Register) wurden von der Bonner Werkstatt des ebenfalls in Lüftelberg geborenen Orgelbauers Johannes Klais (1852–1925) im Jahr 1899 angefertigt.
Im Rahmen größerer Umgestaltungsmaßnahmen wurde die Krankenhauskapelle 1969 abgebrochen.

## Gesundheitszentrum St.-Johannes-Hospital

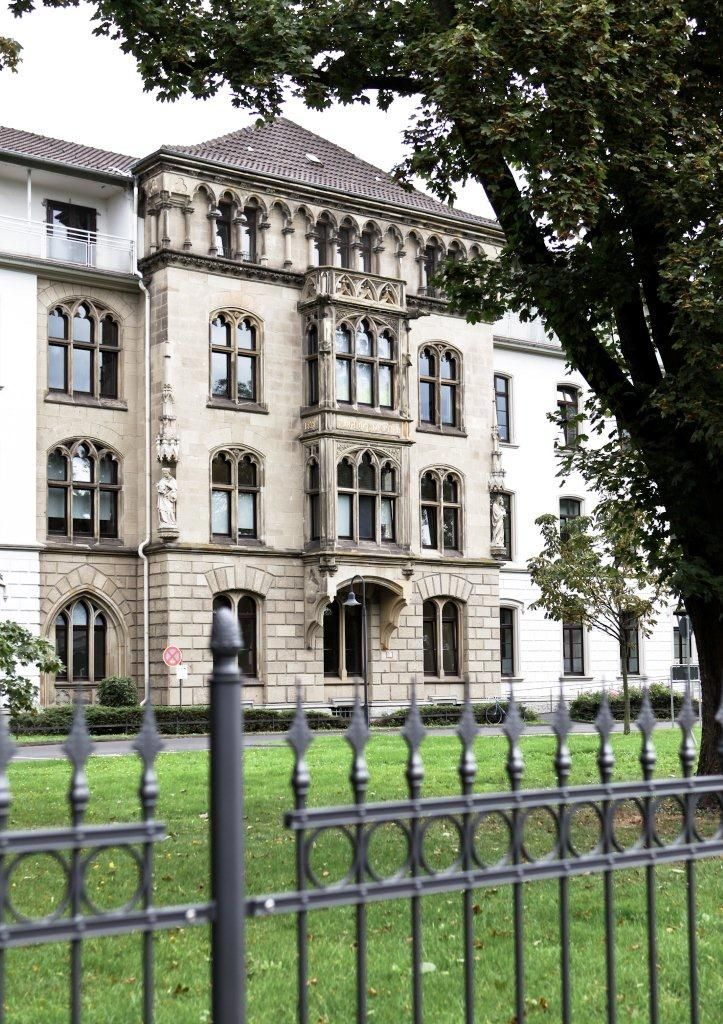
Das Gesundheitszentrum St.-Johannes-Hospital in Bonn

Das St.-Johannes-Hospital wurde von 1846 bis 1849 erbaut. Das von wohlhabenden Einwohnern gespendete Geld bildete den Grundstock für den „Bonner Hospitalverein“, der sich den Bau eines Krankenhauses zum Ziel gesetzt hatte. Dieser Verein wurde schließlich auf eigene Initiative in eine Stiftung überführt, die „Stiftung Bürgerhospital zum Heiligen Johannes dem Täufer“. Ein Kuratorium aus angesehenen Bürgern der Stadt lenkte über viele Jahrzehnte die Geschicke des Hauses. Die Borromäerinnen pflegten die Patienten in christlichem Geiste. Seit Juli 2010 befinden sich in den Operationssälen des ehemaligen, von Grund auf renovierten St.-Johannes-Hospitals ein ambulantes Operationszentrum, betrieben durch das Gemeinschaftskrankenhaus, sowie diverse Facharztpraxen und ein Orthopädie-Fachgeschäft.

## Zentren
Das Bonner Gemeinschaftskrankenhaus verfügt über fünf fachspezifische medizinische Zentren: das Herz- und Gefäßzentrum, das Zentrum für Orthopädie, Unfallchirurgie und Sportmedizin, das Regionale Schmerzzentrum DGS Bonn, das Alterstrauma-Zentrum sowie das Diabeteszentrum.

### Herz- und Gefäßzentrum
Das Herz- und Gefäßzentrum ist seit September 2006 das erste anerkannte Gefäßzentrum Bonns. Das Zertifikat wurde durch die Deutsche Gesellschaft für Gefäßchirurgie und Gefäßmedizin erteilt. Außer mit den beteiligten Fachabteilungen im Gemeinschaftskrankenhaus arbeitet es mit der Fachabteilung Neurologie in der LVR-Klinik Bonn sowie mit niedergelassenen Fachärzten zusammen. Beteiligt sind die Abteilungen Innere Medizin – Kardiologie, Gefäßchirurgie und Radiologie.

### Regionales Schmerzzentrum DGS Bonn
Das Regionale Schmerzzentrum der Deutschen Gesellschaft für Schmerzmedizin besteht seit 2002. Patienten mit schwer zu behandelnden Schmerzen werden auf interdisziplinären Schmerzkonferenzen des Zentrums vorgestellt, ihre Weiterbehandlung diskutiert und koordiniert. Im Haus St. Petrus befindet sich die einzige stationäre Schmerztherapiestation der Region.

### Zentrum für Orthopädie, Unfallchirurgie und Sportmedizin
Mit 145 Betten und über 5000 Operationen jährlich zählt das Zentrum für Orthopädie, Unfallchirurgie und Sportmedizin zu den größten Fachabteilungen seiner Art in Deutschland. Neben der Traumatologie vor allem des älteren Menschen bilden die Versorgung von Sportverletzungen, die Arthroskopie aller großen Gelenke und der gesamte Bereich der Gelenkersatzchirurgie (Endoprothetik) die Schwerpunkte des Zentrums.

### Diabeteszentrum
Das Diabeteszentrum ist spezialisiert auf Patienten, die unter der Zuckerkrankheit leiden. Es verfügt über Möglichkeiten der stationären wie auch der ambulanten Therapie zur Verbesserung der Stoffwechseleinstellung und zur Behandlung oder Vermeidung von Folgeerkrankungen. 

## Träger
Das Bonner Gemeinschaftskrankenhaus steht in christlicher Trägerschaft und hat drei Gesellschafter: Die Marienhaus Kliniken GmbH, die Barmherzigen Brüder Trier und die Stiftung Bürgerhospital zum Heiligen Johannes dem Täufer. Die Marienhaus GmbH geht auf die selige Mutter Rosa Flesch zurück, die 1863 den Orden der Waldbreitbacher Franziskanerinnen gründete und sich bereits seit frühester Jugend der Krankenpflege widmete. Ebenfalls eine wichtige Rolle für das Selbstverständnis des Krankenhauses spielt der selige Bruder Peter Friedhofen. Die 1850 von ihm gegründete Kongregation der Barmherzigen Brüder von Maria Hilf ist heute in der Rechtsform einer Gemeinnützigen GmbH (BBT-Gruppe) Träger zahlreicher Krankenhäuser und Pflegeeinrichtungen in Rheinland-Pfalz, Nordrhein-Westfalen, im Saarland und in Baden-Württemberg.